# 国防部戡乱建国工作总队
国防部戡乱建国工作总队，简称“戡建总队”，是1948年隶属于中华民国国防部政工局的特工部队。任务为跟随中華民國國軍主力部队做绥靖地方工作，帮助主力部队收集情报、打击小股共军。

## 历史
1948年1月18日至2月28日，中央训练团在南京市孝陵卫举办“中央训练团戡乱建国干部训练班”第一期，受训人员约1,300余人，主要为各地三民主义青年团并入中国国民党后无法安置的三青团骨干分子。学习政治（《三民主义哲学基础》、《总裁言论》、《领袖言行》等）、业务（专讲《新县制》）、军事（学员过军事生活，实施军事管理）。结业后组建为“国防部戡乱建国工作总队”（代号3731B），在苏北、皖南、鲁南、冀东、大别山等地建立戡乱建国实验区。被编为6个大队，每个大队4个中队，每个中队4组，每组12人。总队长中将、大队长少将、中队长上校、组长少校。组员官阶上尉至准尉不等。每人发加拿大手枪一枝，子弹200发。。蒋经国直接主持“戡建中心小组”指挥该部队。各队长兼任所在地区之专员及保安司令，掌握当地军政大权。派到区、乡、镇的戡乱总队队员，都以指导员的名义，控制掌握当地的基层政权。 1948年7月第、二、三、四、五、六戡建大队从各地调至上海及京沪铁路沿线，协助整顿经济秩序“打老虎”的蒋经国在上海执行发行法币的经济物价管制工作，并以此为基础组建“大上海青年服务总队”，王昇任总队长。1948年8月，戡建总队在重庆、成都、武汉（组长宋特立）、北平、长沙、广州、福州、新乡等8个城市建立了秘密直属戡建小组。
1948年12月底，蒋经国安派尚存的戡建总队各大队从各地调防浙东宁波、溪口，改编为国防部青年救国团第一总队。王昇任总队长，率部进驻江西。后途径宁都，步行开赴广州。

## 组织架构
- 总队长胡轨中将
- 秘书室 主任秘书游鲲少将，蒋经国机要秘书高理文。
- 督导室
- 生活指导组
- 总务组
- 研究组
- 电讯总台
- 第一大队驻苏北淮阴、扬州
- 第二大队驻皖南屯溪
- 第三大队驻豫南潢州。后自行解体。
- 第四大队驻鄂北襄阳。大队长刘复州。襄樊战役被歼。
- 第五大队驻鲁南兖州。大队长谈明义。济南战役被歼，大队长谈明义被俘，少将督导游鲲阵亡。
- 第六大队驻冀东唐山。大队长王昇（黄埔十六期）。1948年7月为配合蒋经国上海“打虎”整顿经济秩序，从唐山调防上海。